# Brigitte Freyer-Schauenburg
Brigitte Freyer-Schauenburg (* 8. Juni 1938 in Münster; † 26. Dezember 2020 in Kiel) war eine deutsche Klassische Archäologin.

## Werdegang
Brigitte Freyer, Tochter des Soziologen Hans Freyer, studierte ab 1957 Klassische Archäologie in Mainz, Hamburg, Münster, Freiburg und Ankara. 1960 nahm sie an den von Ekrem Akurgal geleiteten Ausgrabungen in Çandarlı, dem antiken Pitane in der Westtürkei, teil. Sie arbeitete viele Jahre für die deutschen Grabungen auf Samos. Ab 1962 war Freyer-Schauenburg als freie Mitarbeiterin mit der Auswertung der Funde der deutschen Ausgrabungen auf Samos betraut. 1964 wurde sie mit der Arbeit Elfenbeine aus dem samischen Heraion bei Ulf Jantzen in Hamburg promoviert. 1965 heiratete sie den Klassischen Archäologen Konrad Schauenburg. Zwischen 1983 und 1985 war sie zur Bearbeitung eines Teiles der Vasensammlung der Antikensammlung Kiel im Rahmen des Projektes Corpus Vasorum Antiquorum Deutschland Mitarbeiterin der Bayerischen Akademie der Wissenschaften. Ihre Hauptforschungsgebiete waren die antike Skulptur, römische Porträts und griechische Vasen.
Von 1978 bis 2008 leitete Freyer-Schauenburg die Sektion Kiel der Schleswig-Holsteinischen Universitäts-Gesellschaft.

## Veröffentlichungen (Auswahl)
Monografien
- Elfenbeine aus dem samischen Heraion. Figürliches, Gefäße und Siegel. (= Abhandlungen aus dem Gebiet der Auslandskunde, Band 70 = Abhandlungen aus dem Gebiet der Auslandskunde, Reihe B, Völkerkunde, Kulturgeschichte und Sprachen, Band 40), Cram/De Gruyter, Hamburg 1966. [Reprint: De Gruyter, Berlin 2018, ISBN 978-3-11-215528-8 und ISBN 978-3-11-121268-5]
- Bildwerke der archaischen Zeit und des strengen Stils. (= Samos, Band 11), Habelt, Bonn 1974.
- Corpus Vasorum Antiquorum Deutschland Band 55: Kiel, Kunsthalle, Antikensammlung Band 1, C. H. Beck, München 1988, ISBN 3-406-32830-X.
- Die lykischen Zwölfgötter-Reliefs. (= Asia-Minor-Studien, Band 13), Habelt, Bonn 1994, ISBN 3-7749-2675-1.
- Samiaka. Schriften zur samischen Plastik. Verlag Ludwig, Kiel 2018, ISBN 978-3-86935-346-3.

Herausgeberschaften
- Eva Jantzen: Gesammelte Aufsätze.
  - Band 1: Von Athen bis Hamburg, von Homer bis zu Gertrude Stein. Ludwig, Kiel 1999, ISBN 3-00-004846-4.
  - Band 2: Gehörtes – Gelerntes – Erlebtes. Ludwig, Kiel 2002, ISBN 3-933598-68-0.
- 750 Jahre Kiel. Beiträge zu Geschichte und Gegenwart der Stadt. Vortragszyklus der Schleswig-Holsteinischen Universitäts-Gesellschaft. Mühlau, Kiel 1992, ISBN 3-87559-066-X.
- Schleswig-Holstein 50 Jahre in der Bundesrepublik Deutschland. Vortragszyklus der Schleswig-Holsteinischen Universitäts-Gesellschaft im Winterhalbjahr 1998/1999. (= Kieler Arbeitspapiere zur Landeskunde und Raumordnung, Band 41), Geographisches Institut der Universität Kiel, Kiel 2000.
- Kiel im neuen Jahrhundert. Beiträge zu Geschichte, Gegenwart und Zukunft der Landeshauptstadt. (= Sonderveröffentlichungen der Gesellschaft für Kieler Stadtgeschichte, Band 37), Mühlau, Kiel 2001, ISBN 3-87559-086-4.